# Korehiro Kurahara
Koheiro Kurahara (蔵原 惟郭?  n. 11 de agosto de 1861 – f. 8 de enero de 1949) fue un educador y político japonés. Fue el padre de Korehito Kurahara.

## Primeros años y educación
Kurahara nació el 11 de agosto de 1861 en la provincia de Higo, que ahora es Aso. Asistió a Kumamoto Yogakko, donde fue miembro de la organización cristiana llamada Kumamoto Band. Luego estudió en la Universidad Doshisha. Estudió en el extranjero en el Seminario Teológico de Andover y el Seminario Teológico de Auburn de 1884 a 1890.

## Carrera
Kurahara regresó a Japón en 1891 y se convirtió en el director de dos escuelas en la prefectura de Kumamoto. Al mismo tiempo también se casó con Shiu Kitasato, la hermana menor de Shibasaburō Kitasato. Luego se trasladó a la prefectura de Gifu y se convirtió en el director de una escuela secundaria allí en 1896. Sin embargo, dejó la escuela el año siguiente y se trasladó a Tokio, donde trabajó en una organización educativa que promovía bibliotecas. En 1900, fue uno de los miembros fundadores del Rikken Seiyūkai. Más tarde también se convirtió en miembro del Rikken Kokumintō y del Rikken Dōshikai.
En 1908, Kurahara fue elegido para la Cámara de Representantes. Mientras estaba en el cargo, habló contra el pueblo japonés en la Exposición Japón-Británica en 1910. Hizo uso de la palabra el 25 de enero de 1911 y dijo que, basándose en su experiencia de vivir en el extranjero, disminuía la imagen internacional de Japón. También fue conocido por oponerse a la creación de un libro de texto nacional y abogar por el sufragio universal. Permaneció en el cargo hasta 1915.
Kurahara se volvió activo en el movimiento obrero después de dejar el cargo, fundando el Rikken Rōdō Gikai (立憲労働義会?) en 1919.
Falleció en Nerima, Tokio, el 8 de enero de 1949. Su hogar familiar original en Kumamoto es conservado por el gobierno como un hogar histórico.